# Roddy Frame Live at Ronnie Scott's
Roddy Frame Live at Ronnie Scott's is een livealbum van Roddy Frame. Deze singer-songwriter bevond zich toen al jaren in de marge van de popmuziek. Het album Surf was al uit het geheugen en Western Skies was nog in voorbereiding. In 2006 gaf de artiest dit album zelf uit, waarschijnlijk uit gebrek aan een platenlabel dat geïnteresseerd was. Het album is opgenomen in de Ronnie Scott's Jazz Club.

## Musici
- Roddy Frame - zang, gitaar

## Tracklist
| Nr. | Titel                                    | Duur |
| --- | ---------------------------------------- | ---- |
| 1.  | Abloom                                   | 2:37 |
| 2.  | Small world                              | 3:53 |
| 3.  | Dry land                                 | 2:03 |
| 4.  | Your smile has stopped the hands of time | 2:38 |
| 5.  | Stray                                    | 4:21 |
| 6.  | Black Lucia                              | 3:48 |
| 7.  | Bigger brighter better                   | 3:39 |
| 8.  | Over you                                 | 3:29 |
| 9.  | Though                                   | 2:19 |
| 10. | Rock God                                 | 3:42 |
| 11. | Hymn to grace                            | 2:40 |
| 12. | Surf                                     | 4;13 |
| 13. | The bugle sounds again                   | 3;25 |
| 14. | The boy wonders                          | 3;20 |
| 15. | Down the dip                             | 2:43 |
| 16. | Birth of the true                        | 3:08 |